# Saihou Gassama
Saihou Gassama (Banjul, Gambia, 11 de diciembre de 1993) es un futbolista gambiano. Juega de centrocampista y su actual equipo es la Sociedad Deportiva Borja de la Tercera División de España.

## Trayectoria
Gasssama se formó en las categorías inferiores del Real Zaragoza. En el año 2010 llegó a la Ciudad Deportiva de la mano del representante Eugenio Botas, realizó las pertinentes pruebas y el club le comunicó después que contaba con él. Sin embargo, cuestiones burocráticas determinaron que Gassama no podría jugar en el filial zaragocista, y ni siquiera con el juvenil, hasta que no cumpliera la mayoría de edad. En el primer año, Gassama estuvo cedido en el Santa Isabel de Tercera División española con la intención de mantener el ritmo físico y no perder la regularidad de la competición para poder entrenar y jugar al mismo tiempo.
En la temporada 2013-14 jugó en Segunda B con el Club Deportivo Sariñena, desenvolviéndose por la banda derecha. En 2014, el gambiano se convierte en nueva incorporación del Huesca para la temporada 2014-15, con el que ascendería a la segunda división. En 2015, el jugador firma por la La Hoya Lorca Club de Fútbol. En 2017 pasa por el Atlético Mancha Real, fichado en invierno finaliza la temporada con el descenso del club andaluz. Para la temporada 2017-18 ficha por el Club Deportivo Teruel de la Tercera División de España, con el que intentará ascender a Segunda B.

Sin embargo en el mercado de invierno de 2018, Gassama se traslada a Estella para formar parte del CD Izarra de Segunda B.

## Selección nacional
El jugador mantiene un vínculo directo con su país, Gambia, a través de la selección. Como jugador, deslumbró con la sub-20, pero ahora ha pasado a ser un fijo en el combinado absoluto desde 2011.

## Clubes
| Club                         | País   | Año           |
| ---------------------------- | ------ | ------------- |
| Gambia Ports Authority F. C. | Gambia | 2009          |
| Real Zaragoza "B"            | España | 2010          |
| R. S. D. Santa Isabel        | España | 2010-2011     |
| Real Zaragoza "B"            | España | 2011-2013     |
| C. D. Sariñena               | España | 2013-2014     |
| S. D. Huesca                 | España | 2014-2015     |
| La Hoya Lorca C. F.          | España | 2015-2016     |
| Atlético Mancha Real         | España | 2017          |
| C. D. Teruel                 | España | 2017          |
| C. D. Izarra                 | España | 2018          |
| S. D. Tarazona               | España | 2018-2019     |
| S. D. Borja                  | España | 2019-Presente |